# Gokaidō
Les Cinq Routes d'Edo, ou Gokaidō (五街道) étaient, durant l'époque d'Edo, cinq routes majeures partant de la ville d'Edo.
Les cinq routes étaient :

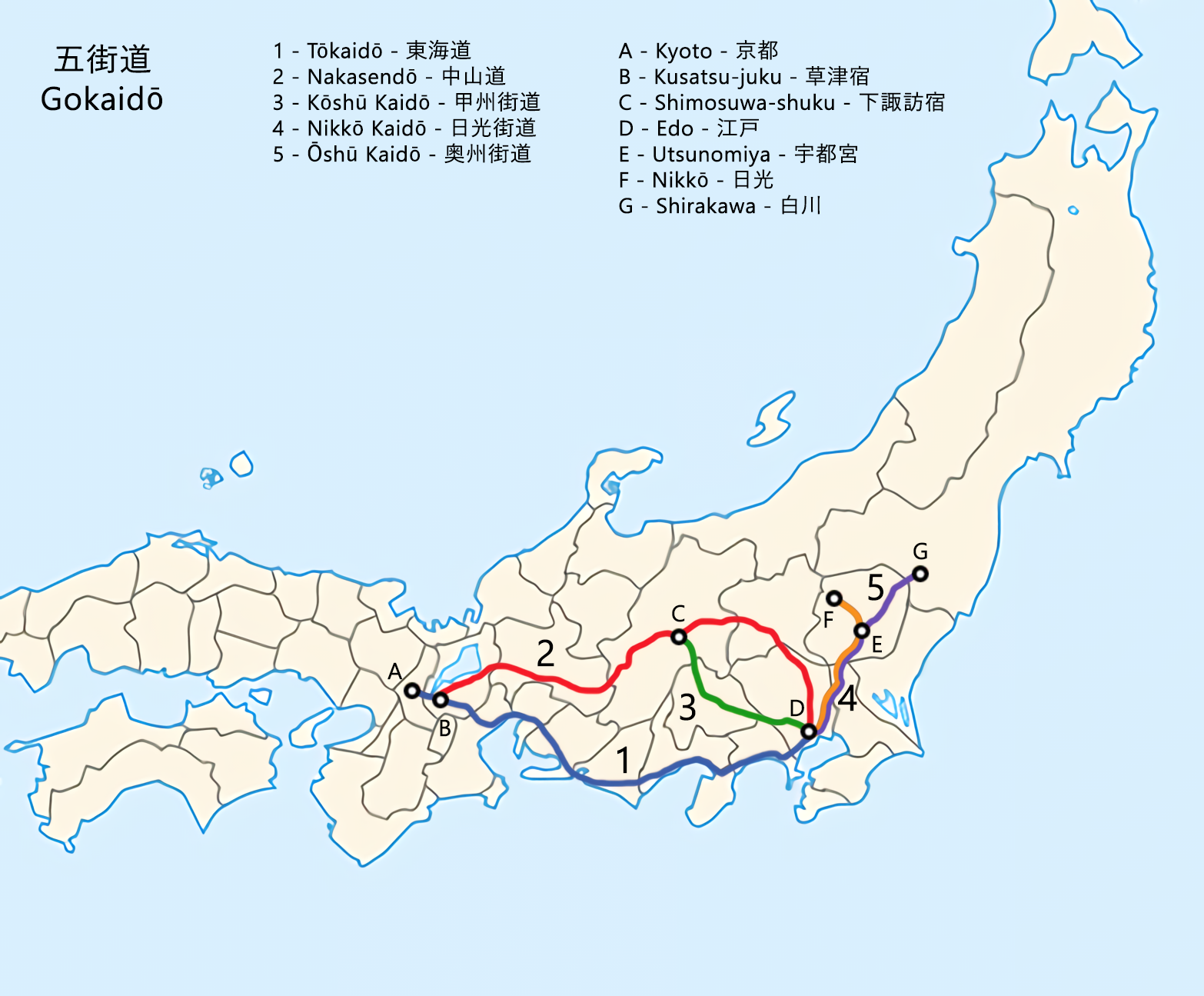
Les Gokaidō, les « Cinq Routes » du shogunat Tokugawa.

- la Tōkaidō, rejoignant Kyōto en suivant la côte ;
- la Nakasendō, rejoignant Kyōto à travers les montagnes ;
- la Kōshū Kaidō, rejoignant Kōfu ;
- la Ōshū Kaidō, rejoignant divers lieux au nord du Japon, notamment Shirakawa ;
- la Nikkō Kaidō, rejoignant Nikkō.

## Caractéristiques
La première route est le Tōkaidō, qui relie Edo à Kyōto. Cette artère, jalonnée de cinquante-trois « stations » ou relais, est la plus importante et la plus fréquentée, et longe par endroits le littoral, représentant une distance totale d'environ 500 km. Les voyageurs mettent à peu près deux semaines à la parcourir, la plupart du temps à pied, mais aussi à cheval, en chaise à porteurs ou en palanquin, selon leur aisance financière.
La seconde s'appelle le Kiso Kaidō. Appelée aussi route du Nakasendō (c'est son nom officiel), et dotée de soixante-neuf stations, elle relie également Edo à Kyōto, mais par un parcours alternatif, passant par le centre de Honshū, d'où son nom, qui signifie « route de la montagne du centre ».
Les trois autres routes sont :
- le Kōshū Kaidō, avec ses quarante-quatre stations, qui relie Edo à la province de Kai, préfecture de Yamanashi, à l'ouest d'Edo, avant de rejoindre la route du Kiso Kaidō[2] ;
- le Ōshū Kaidō, avec ses vingt-sept stations, reliant Edo à la province de Mutsu, préfecture de Fukushima[3], au nord d'Edo ;
- enfin, le Nikkō Kaidō et ses vingt et une stations, qui relie Edo à Nikkō Tōshō-gū, dans l'actuelle préfecture de Tochigi[4], vers le nord-nord-ouest d'Edo.

## Autres routes
Huit routes mineures font partie du réseau des Cinq Routes et ont été créées par le shogunat :
- Aizu Nishi Kaidō
- Honzaka Dōri
- Mibudō
- Minoji
- Mito Kaidō
- Nikkō Onari Kaidō
- Nikkō Reiheishi Kaidō
- Sayaji
- Yamazaki Dōri

D'autres routes, non officielles, sont des alternatives aux routes principales, ou des routes peu fréquentées. Certaines sont dénommées hime kaidō, comme elles sont des chemins alternatifs pour les routes principales, mais aucune n'est officiellement appelée ainsi.

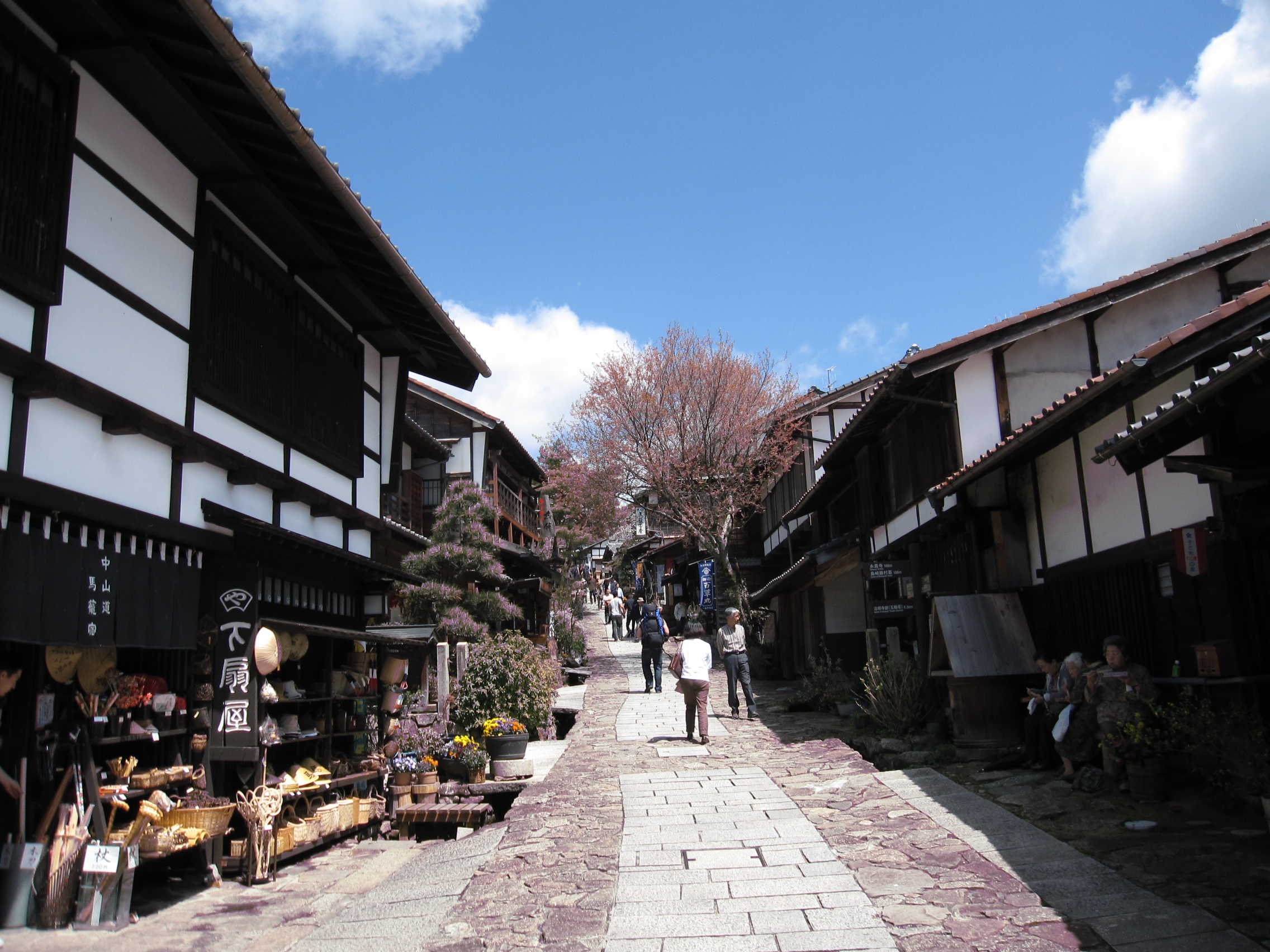
Magome-juku de Nakasendō

- Bungo Kaidō
- Chichibu Ōkan
- Hokkoku Kaidō
- Hokurikudō
- Kawagoe Kaidō
- Kawagoe Kodama Kaidō
- Kamakura Kaidō
- Kōya Kaidō
- Kyōkaidō
- Matsumaedō
- Mikuni Kaidō
- Nagasaki Kaidō[6]
- Nankaidō
- Nikkō Wakiōkan
- Ōyama Kaidō
- Saigoku Kaidō
- Satsuma Kaidō
- Sendaidō
- Shio no Michi
- Tōgane Onari Kaidō
- Tosa Kaidō
- Ushū Kaidō
- Yamato no Kodō